# Тодт, Фриц
Фриц Тодт (нем. Fritz Todt; 4 сентября 1891, Пфорцхайм — 8 февраля 1942, около Растенбурга, Восточная Пруссия) — государственный и политический деятель Германии, рейхсминистр вооружения и боеприпасов (1940—1942), обергруппенфюрер СА, генерал-майор Люфтваффе.

## Биография
Учился в Высшей технической школе в Мюнхене и в Карлсруэ. Участвовал в Первой мировой войне. Член НСДАП с 1923 года. 5 июля 1933 года был назначен генеральным инспектором немецких дорог (Generalinspektor für das deutsche Straßenwesen), затем ему было поручено организовать новую строительную компанию для автобанов. В 1934—1942 годах редактировал журнал своего агентства Die Strasse. В 1938 году получил новоучрежденную (1937) Немецкую национальную премию в области искусства и науки (наряду с Эрнстом Хейнкелем, Фердинандом Порше и Вилли Мессершмиттом), учрежденную взамен Нобелевской премии, которую немцам с 1936 года было запрещено принимать.
В мае 1938 года возглавил организацию Тодта, занимавшуюся строительством важных военных объектов, железных дорог и автомагистралей. В начале Второй мировой войны стал генерал-майором Люфтваффе. 17 марта 1940 года назначен рейхсминистром вооружения и боеприпасов. В этом качестве принимал участие в проведении операций прикрытия подготовки нападения на СССР, например, в Ауфбау Ост.
В ноябре 1941 года рекомендовал Гитлеру войну против Советского Союза прекратить. Тодт считал, что «в военном и экономическом отношении Германия войну уже проиграла». Тодт был женат, имел трех дочерей и сына. По случаю своего 50-летия в 1941 году он основал Фонд доктора Фрица Тодта, субсидирующий обучение молодых технических специалистов, особенно из бедных семей.
Погиб 8 февраля 1942 года в авиационной катастрофе вскоре после взлета с аэродрома Волчье логово недалеко от Растенбурга (Восточная Пруссия). Высказывалось предположение, никогда не подтвержденное, что Тодт стал жертвой убийства, организованного Гитлером, так как, возможно, прилетел в «Волчье логово», чтобы рекомендовать Гитлеру начать мирные переговоры с Россией.
Тодт занимал сразу посты трех министров. В ранге министра он был начальником всего дорожного строительства, начальником всех водных путей рек и мелиоративных сооружений, а также всех электростанций и кроме того — личным уполномоченным Гитлера, министром по производству вооружений и боеприпасов. В рамках четырехлетнего плана Геринга он возглавлял строительную отрасль и сверх того создал Организацию Тодт, которая возвела Западный вал, строила на побережье Атлантики базы-бункеры для подводных лодок, да еще — и дороги в оккупированных странах — от Северной Норвегии до Южной Франции и России.

Таким образом Тодт сосредоточил в последние годы жизни в своих руках важнейшие технические программы. Поначалу еще сохраняя видимость различных ведомств, его создание представляло собой будущее министерство по делам техники, тем более, что в партии он возглавлял главный отдел техники и одновременно еще и председательствовал в головном объединении всех технических объединений и союзов.
Преемником Тодта на посту рейхсминистра вооружения неожиданно стал архитектор Альберт Шпеер.

## Награды
- Железный крест 2-го и 1-го класса (Королевство Пруссия)
- Орден «За военные заслуги» 4-го класса с мечами (Королевство Бавария)
- Орден Церингенского льва рыцарский крест 2-го класса с мечами (Великое герцогство Баден)
- Королевский орден Дома Гогенцоллернов рыцарский крест с мечами (7 мая 1918) (Королевство Пруссия)
- Нагрудный знак «За ранение» (1918) чёрный
- Почётный крест Первой мировой войны 1914/1918 с мечами (1934)
- Золотой партийный знак НСДАП (1934)
- Немецкий Олимпийский почётный знак 1-го класса (1936)
- Кольцо Вернера фон Сименса[нем.] (13 декабря 1937)
- Премия Вернера фон Сименса (12 декабря 1938)
- Медаль «В память 13 марта 1938 года»
- Медаль «В память 1 октября 1938 года»
- Немецкая национальная премия в области искусства и науки[нем.] (30 января 1939)
- Данцигский крест 1-го класса (24 октября 1939)
- Медаль «За сооружение Атлантического вала» (23 ноября 1939)
- Медаль «За выслугу лет в НСДАП» в серебре (20 апреля 1940)
- Золотой партийный знак гитлерюгенда с дубовыми листьями (20 апреля 1940)
- Германский орден 1 степени с золотыми дубовыми листьями и мечами (12 февраля 1942, посмертно)

Иностранные награды
- Орден «Святой Александр» 1 степени (Царство Болгария)
- Орден Святого Саввы 1 класса (22 сентября 1938) (Королевство Югославия)
- Орден Короны Италии большой крест (1939) (Королевство Италия)
- Орден Данеброг большой крест (1941, в 1946 году награждение отменено) (Королевство Дания)
- Орден Звезды Румынии большой крест (Королевство Румыния)

## Могила
В настоящее время могила Фрица Тодта остается без опознавательного знака из-за распоряжения властей Германии. На изображениях ниже ясно видно месторасположение захоронения на Инвалиденфридхоф в Берлине, Германия, в зоне захоронений С (нем. Berlin Invalidenfriedhof, Grabfeld C).
- 9 октября 2004 г. Могильный камень на месте захоронения Фрица Тодта.
- 2 декабря 2007 г. Могильный камень удален. Виден лишь могильный цоколь